# Johan Martin Christian Lange
Johan Martin Christian Lange (Johan Lange; Ødstedgaard, Fredericia, 20 de marzo de 1818-Copenhague, 3 de abril de 1898) fue un botánico, pteridólogo, micólogo, briólogo y algólogo dinamarqués.
Obtuvo el puesto de bibliotecario en la «Biblioteca Botánica» de la Universidad de Copenhague de 1851 a 1858, y Director del Jardín botánico de 1856 a 1876, docente de Botánica en la Universidad Técnica Danesa de 1857 a 1862, y lo mismo en el Colegio Real de Veterinaria y Agricultura de 1858 a 1893, llegando a profesor titular en 1892.
Comienza editando su Flora Danica en 1858, y fue su último editor. Con Japetus Steenstrup, Lange fue coeditor de Flora Danica fasc. 44 (1858). Y edita solo los fasc. 45-51 (1861-83) y el Suplemento vols. 2-3 (1865-74), en total 600 planchas. Luego de finalizada la publicación de Flora Danica, edita Nomenclator Floræ Danicæ en 1887 - un volumen indexando todas las planchas de Flora Danica alfabética, sistemática y cronológicamente.
Explora mucho Europa, completando extensivos estudios de la flora de Dinamarca, Groenlandia y otras áreas europeas, especialmente España, publicando «Willkomm & Lange»: Prodromus Florae Hispanicae, 1861-80.
Expande la clasificación desarrollada por Linneo, escribiendo Plantenavne og navngivningsregler («Nombres de Plantas y reglas para nombrarlas») que influencia en desarrollo del Código Internacional de Nomenclatura Botánica (código San Luis), el sistema en uso hoy.
Charles Darwin pide prestado un libro a Lange, quien falla en retornarlo en tiempo como lo menciona Darwin en su correspondencia. 
- La abreviatura «Lange» se emplea para indicar a Johan Martin Christian Lange como autoridad en la descripción y clasificación científica de los vegetales.[1]

## Algunas publicaciones
- Descriptio iconibus illustrata plantarum novarum … e Flora hispanica. 1864–1866
- Haandbog i den Danske Flora. 1850–1851, 4. Auflage 1886–1888.
- Prodromus Florae Hispanicae
- Icones plantarum sponte nascentium in regnis Daniae et Norvegiae, in ducatibus Slesvici et Holsatiae et in comitatibus Oldenburgi et Delmenhorstiae (Íconos de plantas silvestres en los reinos de Dinamarca y Noruega, en el ducado de Schleswig-Holstein, y en los principados de Oldenburg y de Delmenhorst)
- Conspectus florae groenlandicae: Grønlands mosser (Muscineae) (Visión de los musgos de Groenlandia)
- Conspectus florae groenlandicae: 1. Fanerogamer og karsporeplanter (Visión de las plantas vasculares de Groenlandia)
- Conspectus florae groenlandicae: Tillæg til fanerogamerne og karsporeplanterne  (Visión de las plantas de Groenlandia, Suplemento de plantas vasculares)
- Revisio specierum generis Crataegi … quae in hortis Daniae coluntur. 1897.
- Arboretum scandinavicum. 1883.